# Pratt & Whitney T34

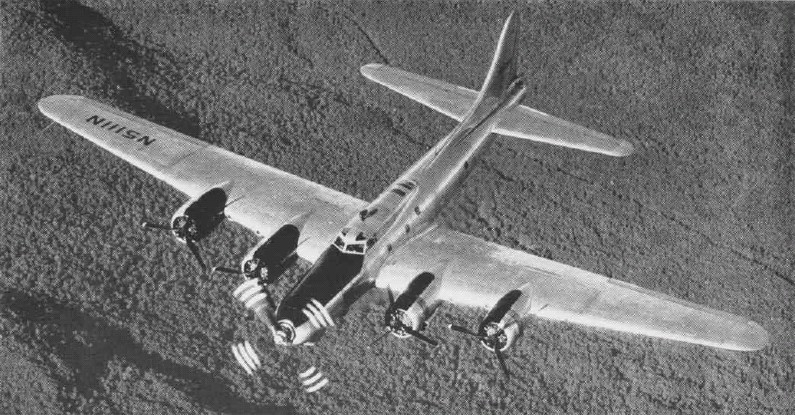
Essais en vol du protype.

Le Pratt & Whitney T34 (désignation militaire) ou PT2 (désignation constructeur) est un turbopropulseur de grande puissance développé, vers 1950, par Pratt & Whitney. S'il a été essayé sur plusieurs prototypes, un seul avion construit en série l'a utilisé : le cargo militaire Douglas C-133 Cargomaster.

## Développement et caractéristiques
Le contrat pour développer ce moteur est signé en 1946. C'est un moteur monocorps, à flux axial. Il possède un compresseur à 13 étages et une turbine à 3 étages. Le taux de compression global est de 6,7. Il introduit une géométrie de chambre de combustion tubo-annulaire, reprise ensuite sur le Pratt & Whitney J57 et des moteurs ultérieurs. Les essais en vol commencent en septembre 1950, pour cela, le prototype est monté dans le nez d'un B-17.
Dans la version utilisée sur le Cargomaster, il développe 6 000 CV, puissance qui peut être portée brièvement à 7000 en utilisant l'injection d'eau.

## Applications
- Douglas C-133 Cargomaster : avion-cargo militaire, produit à 50 exemplaires.
- Douglas C-124 Globemaster II, version YC-124B. prototype seulement.
- Boeing C-97 Stratofreighter, version YC-97J : deux exemplaires convertis (les T34 remplaçant les moteurs à piston R-4360) pour des essais en vol. Pas de production en série[3].
- Lockheed L-1249 Super Constellation : il s'agit de quatre Lockheed L-1049 Super Constellation modifiés pour évaluer ce moteur. Lockheed envisageait d'industrialiser un Constellation à moteur T34, aussi bien pour les militaires que comme avion de ligne, mais sans suite[4].
- Premier prototype de l'Aero Spacelines Super Guppy. Les exemplaires suivants ont adopté le Allison T56[5].